# وقس ريكتسي
الجُـدَرِيّ الرخدِي أو الوَقْسٌ الرِيكْتِسِيّ (بالإنجليزية: Rickettsialpox)‏ هو مرض معد ينتقل عن طريق سوس تسببه بكتيريا من جنس الريكتسيا (ريكتسيا قرادية).
فترة الحضانة (الفترة بين التعرض للإصابة وحتى ظهور الأعراض) تكون بين 10 أيام إلى ثلاثة أسابيع قبل ظهور الأعراض عليه.

## العلامات والأعراض
العرض الأول هو نتوء يتكون من لدغة. تاركة جلبة يابسة سوداء في مكانها. كثير من الأعراض تشبه الأنفلونزا بما في ذلك الحمى وشدة التعرق، والصداع، وآلام العين إذا ما تعرض للضوء، ضعف، وألم العضلات، ولكن الأعراض الأكثر تميزًا هي الطفح الجلدي الذي يمتد على جسم الشخص المصاب بالكامل.

## انتقال المرض
البكتريا التي تسبب وَقْسٌ تعيش في الفئران. وتتغذى العثة على هذه الفئران المصابة، ومن ثم تحصل على الجراثيم. وعندما تتغذى هذه العثة على البشر، تنتقل الجراثيم إلى الإنسان. تكون اللدغة من سوس مصاب، وليس من الفئران نفسها.

## التشخيص
تشخيص الوَقْسٌ الرِيكْتِسِيّ ببساطة على أساس ارتفاع وهبوط الحمى، والطفح الجلدي المميز. أحيانا، يتم سحب الدم وإجراء التجارب لإثبات وجود الأجسام المضادة التي يؤكد التشخيص.

## العلاج
لأن الوَقْسٌ الرِيكْتِسِيّ مرض خفيف يتم العلاج بالمضادات الحيوية تتراسيكلينات (دوكسيسايكلين هو الدواء المفضل). كلورامفينيكول هو بديل مناسب. 

## الوقاية
تشمل منع وتجنب المناطق المعروفة بوجود الحشرات، أو استعمال دقيق لطاردات الحشرات. وعلاوة على ذلك، لأن الفئران تمرر البكتيريا إلى العثة، فمن المهم أن تمنع الفئران من التعشيش في المساكن أو حولها.

## علم الأوبئة
أولئك الذين يعيشون في المناطق الحضرية (التي عادة ما تواجه مشاكل القوارض) لديهم مخاطر أكبر في التعرض لريكتسيا.